# Sitio de Orleans
El sitio de Orleans, o batalla de Orleans, fue uno de los enfrentamientos librados en la fase final de la guerra de los Cien Años, en los que participó santa Juana de Arco, y por la que precisamente fue llamada «Doncella de Orleans».

## El asedio de la ciudad
Desde octubre de 1428, Orleans estaba asediada por los ingleses, que la rodeaban controlando las villas próximas. Orleans era un punto estratégico muy importante para hacerse con el dominio de las tierras del Loira junto con Angers, Tours o Blois. El Conde de Salisbury había llegado a Francia en junio de ese año con 6000 hombres. A éstos se añadieron otros 4000 más de parte del Duque de Bedford, sacados de la guarnición establecida en Normandía. De esta manera se hicieron con Chârtres a finales de agosto, como ciudad más importante.
Finalmente, el 8 de septiembre de 1428, Salisbury se hizo con Meung, y el 26 del mismo mes, con Beaugency, después de estar asediándola desde el 20. Así, el duque de Salisbury, para comenzar a establecerse definitivamente, envió a William de la Pole (que era el conde de Suffolk) para atacar Jargeau y Châteauheuf, con la que se hizo el 10 de octubre, después de 3 días de resistencia. Así pues, William y Salisbury se reunieron al sur de Orleáns el 12 de octubre de 1428 con unos 4000 soldados, ya que se tuvieron que ir repartiendo entre los pueblos conquistados. De esta manera tenían bien acotada Orleans, y solo les faltaba superar un último escollo, dada la situación geográfica de la ciudad y su sistema defensivo: las Tourelles.
Al sur de Orleans fluye el río Loira, y en medio había una pequeña isla, Saint Antone. El lado sur de la ciudad francesa lindaba unos 364 metros con el río, así que tenía un puente hasta allí, de diecinueve arcos de piedra, acabando en una pequeña estructura defensiva. Mientras que al otro lado de la orilla, al norte de ésta, había una barbacana llamada bulevar, que dificultaba el acceso a la fortificación, donde había un pasadizo que conducía a un puente levadizo defendido por dos torres, las Tourelles. Alcanzando este punto se podía acceder a la isla de Saint Antone siguiendo el puente y después a la ciudad.
Este fue el punto que atacaron los ingleses durante dos días. Iniciaron un bombardeo sobre las Tourelles y el fuerte. El 23 de octubre de 1428 los franceses abandonaron estas posiciones. Un día después, Salisbury subió a una de las dos torres y, desde las alturas, trató de vigilar los movimientos franceses; pero por desgracia para él, un bolaño francés atravesó la ventana por la que miraba, recibiendo un impacto mortal en la cara, falleciendo una semana después en Meung. Su sucesor fue el conde de Suffolk. Este, juntamente con Bedford, se dedicó a reforzar la zona y a guardar la posición. Este último llevó dos prestigiosos generales: Lord Talbot y Lord Scales, que llegaron el 1 de diciembre y reemplazaron a Suffolk.
Lord Talbot se centró en el lado oeste de Orleans, en la misma orilla que la ciudad, donde controlaban cinco puntos en el mapa, que conectó entre sí. El más importante de éstos, la iglesia de Saint Laurent, conformaba una especie de bastilla, la cual reforzaron mucho, convirtiéndose en su cuartel general de maniobras de la zona. También se hizo con la isla de Carlomagno, que estaba en medio del Loira y también al oeste de la ciudad, y ya en la otra orilla tomó la iglesia de Saint Privé. Guillermo Glasdale se encargó de la zona de las Tourelles, acordonando entre todos la ciudad de Orleans, que se vio acorralada cada vez más cerca del ataque definitivo. La zona nordeste de la ciudad tampoco escapó, ya que allí Suffolk hizo otra fortaleza, alrededor de la iglesia de Saint Loup, y una otra al alrededor de Saint Leblanc (ésta ya en la otra orilla).
Durante el invierno se dedicaron a seguir reforzando sus posiciones mientras recibían un refuerzo de tropas de 1500 soldados por parte de los borgoñones. Mientras, intentaron ocupar un vasto bosque que protegía la ciudad de forma natural, al nordeste de ésta, el cual no pudieron tomar.

## La llegada de la resistencia
En cuanto a la defensa, pese a la veteranía de los soldados, solo se contaba aproximadamente con unos 500 efectivos y así decidieron fortificar en lo posible la ciudad. De esta manera, los vecinos se organizaron para defender las 34 torres de defensa de la ciudad en 34 compañías. No obstante, como director de la defensa, poco después de la muerte de Salisbury, llegó le Bâtard d’Orléans, es decir, Juan de Orleans, el "Bastardo de Orleans" (al que después se llamaría también Conde de Dunois, cuando adquirió este título en 1439), acompañado de 600 hombres como tropa. Así pues, se le encargaría la defensa de la ciudad. Hasta seis mil hombres aproximadamente siguieron a este caballero de forma gradual para ayudar en la defensa de la ciudad, aguantando así hasta el 12 de febrero de 1429, cuando Carlos VII envió refuerzos para interceptar un suministro inglés entre Rouvray y Janville que venía desde París. El fracaso fue absoluto debido a una negligencia y se perdieron más de 700 hombres (en la conocida como Batalla de los Arenques).
De esta manera, las provisiones de la ciudad francesa comenzaron a agotarse y una buena parte de la nobleza decidió abandonarla en vista del futuro desastre, mientras Carlos VII lo miraba desde la distancia. Pero en el transcurso de la situación, favorable a los anglo-borgoñones, a causa de un conflicto entre el duque de Borgoña a finales de febrero, cuando ofreció poner la ciudad bajo su protección, Bedford lo rechazó y los borgoñones abandonaron sus posiciones de asedio durante el mes siguiente.
Pero hubo otro hecho determinante y es la entrada en escena de una jovencita que decía ser enviada por Dios y que ponía como prueba el hecho de que sería ella quien liberaría a Orleans del asedio. Era Juana de Arco, que acababa de recibir el beneplácito en Poitiers de la mano del rey. Juana acudió armada con una espada que trajo de Sainte Catherine de Fierbois, el santuario de los caballeros, y con un estandarte que describió así: “Tenía la figura del mundo y dos ángeles a los lados. Era de tela blanca de aquella que llaman boucassin. Encima llevaba escrito: 'Jhesus Maria', y me parece que estaba franjado de seda”. Además, fue dotada de una armadura que ella misma pidió y eligió.

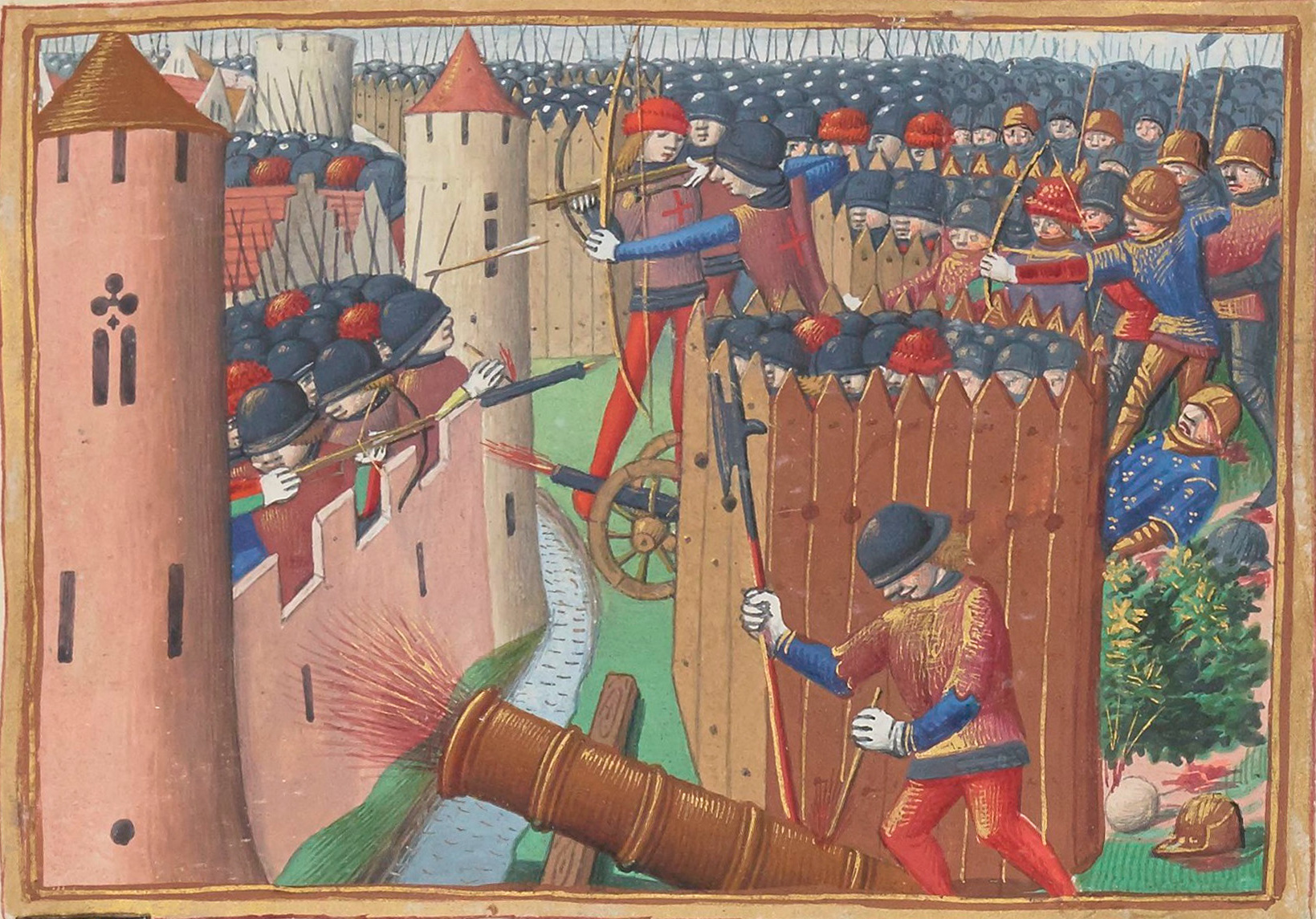
El asedio de Orleans según el manuscrito iluminado de Las vigilias de la muerte de Carlos VII, del.

El rey había decidido proveer a Juana con unos diez o doce mil hombres según indicó ella en el juicio de Ruan y comentó que decidió entrar por la fortaleza de Saint Loup y después por la fortaleza del Pont. Es decir, primero por la cara oeste de la ciudad (orilla norte) y después por las Tourelles. El propio Bastard ya había hablado en el proceso de revocación de la imagen que dio Juana en esta misión, ninguna otra más que la de talismán, favorable, si resultaba efectiva, como sucedió (“Yo creo que Juana fue enviada por Dios como también que su comportamiento en la guerra fue un hecho divino más que humano. Hay muchas razones que me hacen pensar eso”). Juana había comenzado avisando con una carta a los ingleses de su llegada y del ruego de que se retirasen, cuya respuesta a las cuales no fueron más que injurias.
Antes de su llegada a Orleans, Juana tuvo que superar un difícil periplo. Primero fue enviada con unas tropas de refuerzo a Blois, una de las villas del Loira cerca de Orleans, ubicada justo al exterior del círculo que formaban las tropas inglesas alrededor de Orleans. La siguiente ciudad sobre el mapa era Beaugency y después ya venía Meung y Orleans. Desde aquella ciudad comenzó a aportar, dada su fama, la autoestima necesaria para las tropas y la gente de las ciudades. También demostró tener una gran habilidad para ver sobre plano las posiciones y así poder trazar una buena estrategia; además, tenía el soporte de los generales que la acompañaban.
Los acompañantes de Juana hacia Blois, según el Bastard (quien recibía puntual información de los movimientos de Juana), fueron gente bastante destacada, como el arzobispo de Reims (Regnault de Chartres, después canciller de Francia) y el señor Raúl de Gaucourt, quienes escoltaron un convoy formado por Gilles de Rais y de Boussac además de Coulent, Ambroise de Lore y el mítico caballero La Hire.
El viaje de Blois hasta Saint Loup, como dijo ella, no se podía hacer de otra manera que dando una inmensa vuelta (siguiendo la ruta de Sologne) por las ciudades del sur del Loira, hasta llegar al nordeste de Orleans; ella venía del oeste (siempre siguiendo el río Loira). El 28 de abril, Juana llegó a Chécy, donde pasaría aquella noche, y el Bastard la pudo conocer en persona finalmente. Dadas las circunstancias adversas (además de la potencia de los ingleses) del viento en contra proveniente del este, el Bastard hizo retroceder un poco las posiciones para proteger sus tropas y los refuerzos recién llegados (con Juana), que traían víveres, que hicieron poner en pequeñas embarcaciones que consiguieron con dificultad.

## El Bastardo y la liberación de la ciudad de Orleans

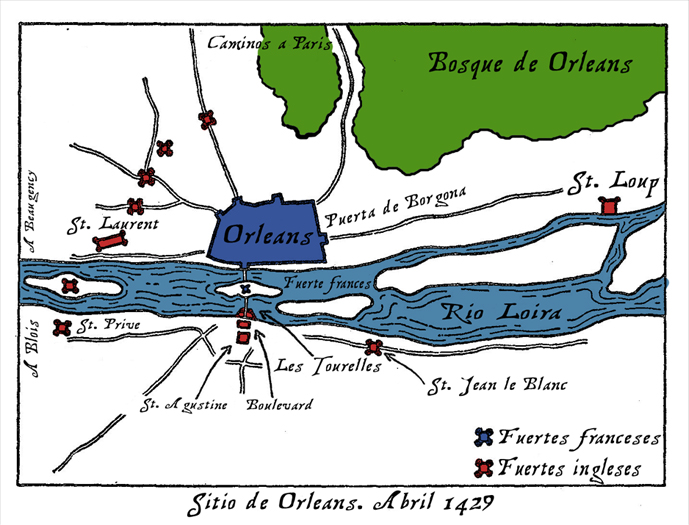
Mapa del asedio de Orleans a la llegada de Juana de Arco.

La situación del asedio irritó a la Pucelle, que lo hizo notar rápidamente solo con ver al Bastard. Él se quedó sorprendido, porque vio que lo que ella pretendía no era lo que se había encontrado. Ella había ido directamente a las Tourelles para atacar a Lord Talbot con las tropas de reserva. Según el Bastard: “Entonces Juana me dijo; '¿tú eres el Bastard de Orleans?' 'Sí', respondí, 'y estoy muy contento de vuestra llegada' '¿Eres tú quien ha dicho que yo tenía que venir por este lado' [se entiende, del río], y que no tendría que ir directamente al lado donde está Talbot y los ingleses?' 'Sí, y gente más sabia que yo tiene la misma opinión, para nuestro mayor éxito y seguridad' 'En nombre de Dios', dijo entonces, 'el consejo de Mi Señor es más seguro y sensato que el vuestro…'“.
En ese mismo momento el viento comenzó a cambiar de dirección siendo favorable al Bastard, que probablemente comenzó a creer que se trataba de un milagro. Eso parece porque entonces el Bastard ordenó entrar en Saint Loup, con las esperanzas ahora más que nunca puestas en Juana. Así, venciendo, pudieron entrar en Orleans por la puerta de la Borgoña el 29 de abril por la tarde, siendo recibidos con gran júbilo por los habitantes de la ciudad.
Juana sería alojada en una de las mejores casas de la villa, en este caso la del tesorero ducal, Jacques Boucher, y pasó los primeros días conviviendo con la gente de Orleans. Pero no pasó el tiempo en vano, ya que se fueron intercambiando insultos con los ingleses, que al otro lado de las murallas se podía escuchar sus voces desde el silencio ambiental. El 30 de abril se recuerda el episodio en el que se intercambiaron algunos gritos con el capitán inglés William Glasdale. Juana también asistiría a las misas y hasta a la procesión de la invención de la cruz, fiesta de la catedral (el 3 de mayo).
El 1 de mayo, el Bastard abandonó Orleans en busca del Ejército Real, que estaba en Blois, con el cual contactó el día 4. Con ellos, atacarían la pequeña fortaleza de Saint Pouair, que llevaba a París, a la que los ingleses, para defenderla, tuvieron que poner la pequeña guarnición que quedaba defendiendo Saint Loup, perdiendo las dos. Los ingleses se vieron perdidos y decidieron ir evacuando sus pequeñas fortalezas para concentrar todos los recursos en la orilla sur del Loira, es decir, en las Tourelles y en Saint Jean le Blanc.
Juana tomó la iniciativa el día 6, después de haber enviado unas tres misivas a los ingleses el día anterior. Saliendo de la puerta de Borgoña, atravesó el Loira pasando las pequeñas islas (Île des Martinets) que había en el medio y colocándose en la más grande, la Île aux Toiles. Desde allí lanzaría un ataque contra la fortificación de Saint Jean Leblanc. Al verlos venir, los ingleses huyeron al convento de Les Augustins, justo bajo las Tourelles, donde se concentraron y esperaron el ataque francés lanzado desde Leblanc.
Mientras todo esto sucedía, La Hire y Juana emprendieron el ataque hacia el oeste, allá donde los ingleses se resguardaban, en Les Augustins. Allí los ingleses tenían 500 soldados aproximadamente, que pudieron aguantar este primer ataque mediante arqueros y cañones, esencialmente. Durante la tarde de aquel día, los franceses atacaron diversamente, intentando prender fuego a las estructuras de madera que había. Entonces los ingleses iniciaron un contraataque ya cerca del anochecer. Pero La Hire (que tenía por nombre de pila Etienne de Vignolles) respondió con un ataque con hombres armados a caballo que los hizo volver a sus fortificaciones. Finalmente, se sumaron las tropas que habían ido cruzando el Loira y se hicieron con el convento fortificado de Les Augustins. Al mismo tiempo, Talbot quedó desconcertado, ya que no podía enviar ayuda para cubrir los ataques que el Bastard llevaba a cabo en las fortificaciones del noroeste; la que más le interesaba mantener era la de Saint Laurent, la más grande, pero no se salió con la suya.
La noche del seis al siete, Talbot trató de reordenar posiciones para una mayor y más efectiva defensa, ya que había perdido los lugares más cercanos a las Tourelles. Sacó las tropas que tenía en Saint Privé y en la isla de Carlomagno y las trasladó principalmente a las Tourelles y a la barbicana adjunta. Mientras tanto, Juana pasó la misma noche en Orleans.
El día siete fue el día clave: de buena mañana Juana atravesó el río para reunirse con los otros jefes que estaban al este de las Tourelles y la barbacana adjunta, un campo cerrado bastante impetuoso y amurallado con tierra, madera y piedra, principalmente, que además en su vertiente norte disponía de un foso, mientras en su lado este había un puente levadizo sobre el foso. Había un segundo puente levadizo en la vertiente norte, mediante el cual se podía penetrar en el corazón de las Tourelles. Explicó el Bastard que curiosamente Juana le pidió que esperase un poco más, entonces ella tomó el caballo y se fue sola a una viña a rogar por la victoria durante media hora.

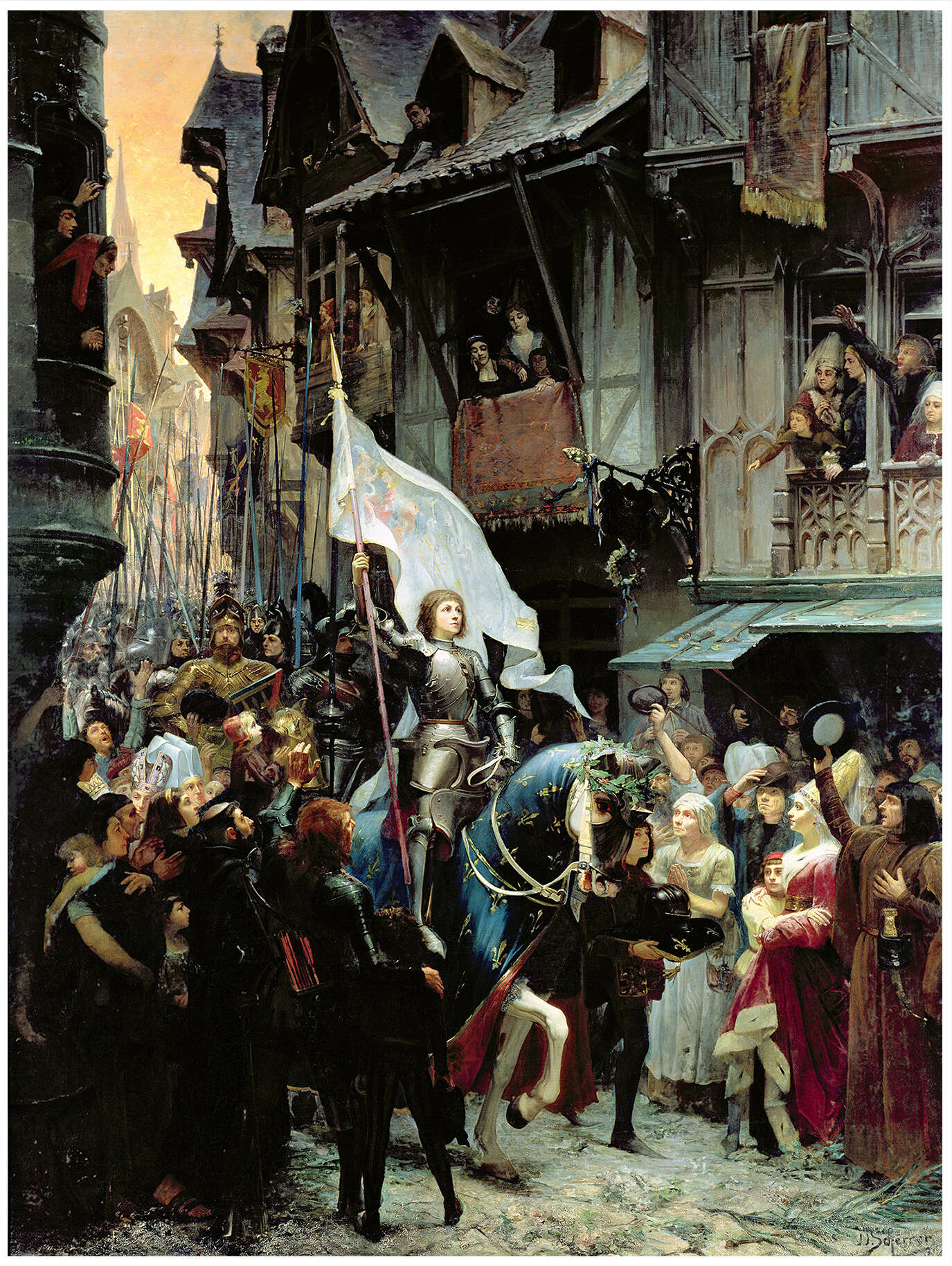
Juana de Arco entra en Orleans (cuadro de J. J. Sherer, 1887).

Cuando volvió, con coraje y el estandarte, emprendió el ataque. Juana acompañó a los que subían las escaleras y trató de subir una, pero una flecha inglesa la apartó del combate, hiriéndola de gravedad. Ésta fue a parar justo por debajo del hombro y el escote, lo cual desanimó a los franceses. La propia Juana dijo en Ruan que ya sabía que la herirían, porque sus voces se lo habían advertido. “Yo lo sabía bien, y se lo había dicho a mi rey; pero aun así me dejó continuar. Aquello me había sido revelado por las voces de los dos santos, Santa Catalina y Santa Margarita. Mas yo tuve el gran confort de Santa Catalina y fui curada en quince días”, dijo Juana. En cualquier caso, el Bastard decidió retirarse de la batalla por aquel día y reorganizar la estrategia. Juana lo intentó persuadir de que siguiera, aunque fuera con su ausencia, mientras ella se retiraba a rezar en privado.
Se dice que un soldado llamado “Le Basque” (aunque hay debate en afirmar si la misma Juana ya lo intentó antes) tomó el estandarte de ella y con este fue a atacar al campo cerrado seguido del ejército francés. Así, viendo el estandarte, la milicia tomó el coraje suficiente como para penetrar aquel mismo día. Mientras, por otro lado, los franceses enviaban una barcaza ardiendo al puente que separaba la barbacana de las Tourelles. Eso debilitó el puente y colapsó al cabecilla inglés, que en un intento desesperado probó de hacer atravesar a las tropas el puente, colocándose en la pequeña estructura defensiva del medio. Con habilidad, la gente de la ciudad acudió y rompió las secciones del puente suficientes para que las tropas inglesas no consiguieran sus objetivos: ahora la batalla ya estaba decantada.
Finalmente, el día 8 de mayo, los ingleses comenzaron una retirada, no antes sin probar un último ataque mediante sus arqueros de arcos largos, una especialidad de arqueros propia de los ingleses caracterizada por la larga distancia que podían conseguir lanzando la flecha, causando efectos tan efectivos como atravesar armaduras enemigas. De todos modos, mediante la gente de las murallas, no consiguieron su objetivo y tuvieron que retirarse de sus pequeñas fortificaciones del noroeste de Orleans, encaminándose a Meung, que era la ciudad que les quedaba más cerca siguiendo aquella dirección. A partir de este momento, todo el mundo vio cómo el milagro que anunciaba Juana se había cumplido. De hecho, solo acababa de comenzar y de esta manera se ganó el sobrenombre de la Doncella de Orleans. Actualmente la ciudad celebra su salvación con fiestas anuales cada mayo. Incluso el que sería proclamado mariscal de Francia, Gilles de Rais, organizó con su dinero varias representaciones teatrales de esta victoria cada año ya en su retiro militar desde 1432 y cuando su personalidad estaba gravemente trastornada, quizá a causa de la muerte en la hoguera de Juana.
Justo después de la huida de las tropas inglesas, Juana organizó una misa y unas oraciones por los muertos en la batalla.